# バーミリオン郡 (ルイジアナ州)
バーミリオン郡（英: Vermilion Parish）は、アメリカ合衆国ルイジアナ州の南部に位置する郡である。2010年国勢調査での人口は57,999人であり、2000年の53,807人から7.8％増加した。郡庁所在地はアビビル市（人口12,257人）であり、同郡で人口最大の町でもある。
バーミリオン郡はラファイエット都市圏に属しており、ラファイエット・オペルーサス・モーガンシティ広域都市圏を構成している。

## 歴史
バーミリオン郡となった地域には数千年前から先住インディアン部族が住んでおり、様々な文化を持っていた。時代を追ってチティマチャ族やアタカパ族が住み、その後スペイン人やフランス人探検者、開拓者に遭遇した。インディアンの人口は、免疫が無かったヨーロッパ渡来の疫病のために激減した。
18世紀末までに、フランス人、スペイン人、アフリカ人奴隷、および七年戦争でイギリスが勝利した後にアカディアから追放されて来たフランス系カナダ人がこの地域に入ってきた。住民の大半がケイジャンだったので、暫くは主要言語がフランス語だった。19世紀半ばにはヨーロッパ系アメリカ人が入ってきた。プランテーションで働くよう誘われたイタリア人移民がおり、またドイツや東ヨーロッパからのユダヤ人は町に入って商人になることが多かった。

## 地理
アメリカ合衆国国勢調査局に拠れば、郡域全面積は1,538平方マイル (3,984 km2)であり、このうち陸地1,174平方マイル (3,040 km2)、水域は365平方マイル (944 km2)で水域率は23.70％である。

### 主要高規格道路
- アメリカ国道167号線
- ルイジアナ州道13号線
- ルイジアナ州道14号線
- ルイジアナ州道82号線

### 隣接する郡
- アカディア郡 - 北
- ラファイエット郡 - 北東
- アイビーリア郡 - 東
- メキシコ湾 - 南
- キャメロン郡 - 西
- ジェファーソンデイビス郡 - 北西

## 人口動態
以下は2000年国勢調査による人口統計データである。
| 基礎データ - 人口: 53,807人 - 世帯数: 19,832 世帯 - 家族数: 14,457 家族 - 人口密度: 18人/km2（46人/mi2） - 住居数: 22,461軒 - 住居密度: 7軒/km2（19軒/mi2） 人種別人口構成 - 白人: 82.68% - アフリカン・アメリカン: 14.17% - ネイティブ・アメリカン: 0.30% - アジア人: 1.82% - 太平洋諸島系: 0.01% - その他の人種: 0.26% - 混血: 0.76% - ヒスパニック・ラテン系: 1.38% 言語別人口構成 - フランス語またはケイジャン・フランス語: 24.89% - ベトナム語: 1.64% - スペイン語: 1.02% 年齢別人口構成 - 18歳未満: 28.1% - 18-24歳: 9.4% - 25-44歳: 28.2% - 45-64歳: 20.8% - 65歳以上: 13.5% - 年齢の中央値: 35歳 - 性比（女性100人あたり男性の人口） - 総人口: 93.9 - 18歳以上: 89.8 | 世帯と家族（対世帯数） - 18歳未満の子供がいる: 37.1% - 結婚・同居している夫婦: 55.5% - 未婚・離婚・死別女性が世帯主: 13.0% - 非家族世帯: 27.1% - 単身世帯: 23.1% - 65歳以上の老人1人暮らし: 10.9% - 平均構成人数 - 世帯: 2.67人 - 家族: 3.16人 収入と家計 - 収入の中央値 - 世帯: 29,500米ドル - 家族: 36,093米ドル - 性別 - 男性: 31,044米ドル - 女性: 18,710米ドル - 人口1人あたり収入: 14,201米ドル - 貧困線以下 - 対人口: 22.1% - 対家族数: 17.4% - 18歳未満: 30.0% - 65歳以上: 21.4% |

## 都市と町

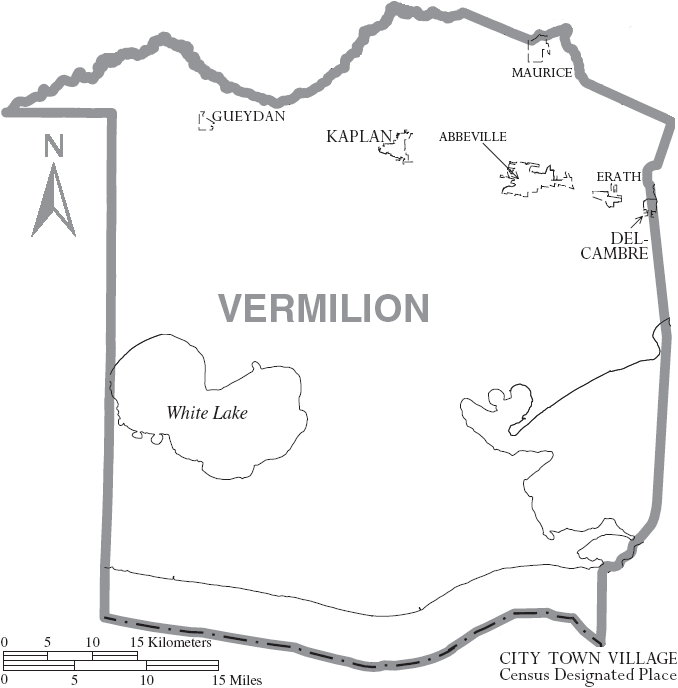
バーミリオン郡図

- アビビル - 郡庁所在地
- デクランブル、一部はアイビーリア郡内
- イーラス
- ゲイダン
- カプラン
- モーリス

### 未編入の町
- ボウストーン
- シャロン
- フォークトアイランド
- グロスアイル
- ヘンリー
- ルブラン
- レロイ
- インディアンバイユー
- イントラコースタルシティ
- モー
- ピーカンアイランド
- ペリー

## 教育
バーミリオン郡教育委員会が地元の公立学校を運営している。
郡内のデクランブルの学校は、アイビーリア郡教育委員会が運営している。